# Xidi
Xidi (kineski: 西递; pinyin: Xi'di, što znači „Zapadna postaja”) je jedno od dva (drugo je Hongcun) drevna sela na jugu pokrajine Anhui (općina Yi) u Kini, koja su 2000. godine upisana na UNESCO-ov popis mjesta svjetske baštine u Aziji kao „izvanredan primjer pred-urbanog naselja koja su tijekom stoljeća nestala ili su promijenjena. Njihov plan ulica, arhitektura građevina, ukrasi i integracija u kompleksni vodovodni sustav su jedinstveni sačuvani primjeri.”.

## Povijest
Selo je nastalo tijekom vladavine cara Rezonga (1049. – 1053.) iz dinastije Song i izvorno se zvalo Xichuan ("Zapadna rijeka"), zbog različitih rijeka i potoka u njegovoj blizini. Tijekom dinastije Ming (1368. – 1644.) došlo je do procvata naselja, većinom zahvaljujući trgovačkoj obitelji Hu iz Wuyuana (Xinan) koji su usvojili Hu Changyija, sina cara Zhaozonga (888. – 904.) iz dinastije Tang, kada je ovaj bio primoren stupiti s prijestolja. Pored osobnih građevina, oni su izgradili gradsku infrastrukturu u naselju. Do sredine 17. stoljeća, obitelj Hu je zahvaljujući svom ugledu prešla u politiku i mnogi su za dinastije Ming postali važni službenici, kao i diplomanti Carske škole. Xidi je doživio vrhunac u 18. i 19. stoljeću, kada je u njemu stanovalo oko 600 obitelji.

## Odlike
Xidi je okružen planinama i vode sa sjevera se spuštaju kako bi se spojile kod Huiyuan mosta na jugu sela. Ulice su popločane granitom iz općine Yi, a njihovim planom dominira glavna ulica koja se prostire u pravcu istok-zapad, koja s obje strane ima po jednu manju, paralelnu ulicu. Ove ulice su spojene uskim prolazima, a maleni otvoreni prostori se nalaze samo ispred važnijih javnih građevina kao što su: "Dvorana ugleda", "Dvorana sjećanja" i "Memorijalna vrata upravitelja". Građevine su izgrađene od drvenih trupaca sa zidovima od opeke i elegantnim dekoracijama na drvu.
Danas je sačuvano 124 obiteljska doma, izgrađena za dinastija Ming i Qing, s mnogim lijepim izrezbarenim ukrasima. Većina od njih je otvorena za javnost, što čini Xidi muzej na otvorenom.

## Vanjske poveznice
- From the Earth  Arhivirana inačica izvorne stranice od 25. srpnja 2008. (Wayback Machine) Article about the Tulou earth villages of the Fujian Hakka (engl.)